# Brachygaster conjugens
Brachygaster conjugens är en stekelart som beskrevs av Günther Enderlein 1909. Brachygaster conjugens ingår i släktet Brachygaster och familjen hungersteklar. Inga underarter finns listade.